# Halton, Cheshire
Halton är en ort i unparished area Runcorn, i kommunen Borough of Halton, Storbritannien. Den ligger i grevskapet Cheshire och riksdelen England, i den centrala delen av landet, 260 km nordväst om huvudstaden London. Halton ligger 50 meter över havet och antalet invånare är 2 218. Halton var en civil parish 1866–1967. när blev den en del av Runcorn. Civil parish hade 1 467 invånare år 1961. Byn nämndes i Domedagsboken (Domesday Book) år 1086, och kallades då Heletune.